# PC-Card

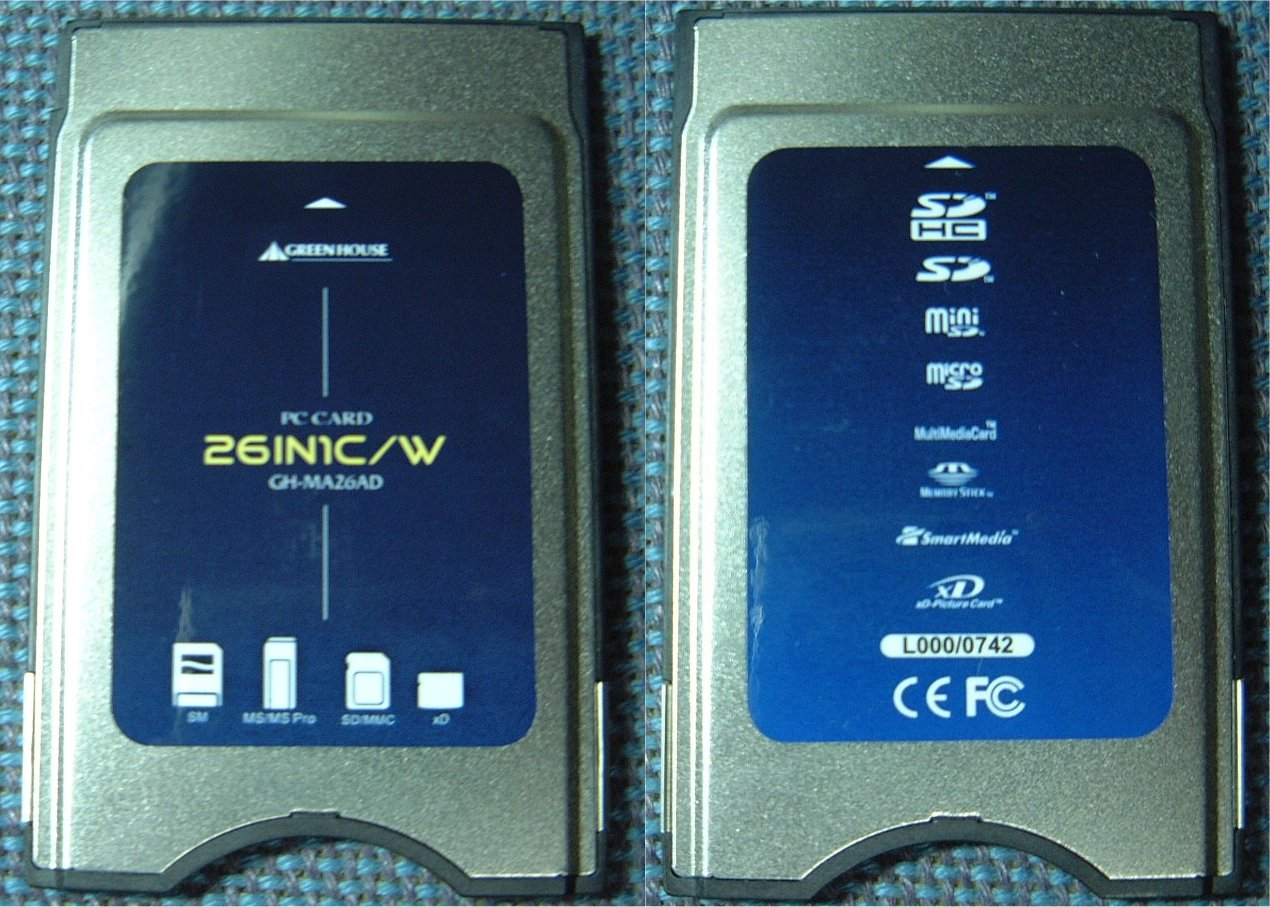
PC-Card.

Les PC-Card sont des cartes d'extensions faisant la taille d'une carte de crédit. Elles permettent d'ajouter à un ordinateur portable des composants ou des périphériques tels que mémoire vive, accès conditionnel à des chaînes à péage, adaptateur réseau (ou Wi-Fi), disque dur, carte modem, etc.
Dans les années 2000 les portables étaient équipés de connecteurs capables de recevoir au moins un type de ces cartes, dont le standard le plus connu est le PCMCIA.
Cette carte est largement en perte de vitesse depuis 2007, au profit de l’« Express card » (des convertisseurs existent), également obsolète depuis 2011.